# 예르겐 모에
예르겐 엥에브레트센 모에(노르웨이어: Jørgen Engebretsen Moe, 1813년 4월 22일~1882년 3월 27일)는 노르웨이의 민속학자이자 주교, 시인, 작가이다. 모에는 페테르 크리스텐 아스비에른센과 함께 집필한 노르웨이 민화 모음집인 《노르웨이 민담집》(Norske Folkeeventyr)으로 잘 알려져 있다. 그는 또한 1874년부터 1882년 사망할 때까지 크리스티안산 교구의 주교로 봉사했다.